# Long Du
Long Du (chữ Hán phồn thể: 龍游縣, chữ Hán giản thể: 龙游县, âm Hán Việt: Long Du huyện) là một huyện thuộc địa cấp thị Cù Châu, tỉnh Chiết Giang, Cộng hòa Nhân dân Trung Hoa. Huyện Long Du có diện tích 1138,7 km², dân số năm 2001 là 410.000 người. Mã số bưu chính của Long Du là 324400. Chính quyền nhân dân huyện Long Du đóng ở số 2, đường Thái Bình Tây, trấn Long Du. Về mặt hành chính, huỵen Long Du được chia thành 2 nhai đạo, 6 trấn, 6 hương, hương dân tộc. Tổng cộng có 431 uỷ ban thôn.
- Nhai đạo biện sự xứ: Đông Hoa, Long Châu.
- Trấn: Hồ Trấn, Khê Khẩu, Hoành Sơn, Bảo Thạch, Chiêm Gia, Tiểu Nam Hải..
- Hương: Miếu Hạ, Thạch Phật, Mô Hoàn, La Gia, Xã Dương, Đại Nhai.
- Hương dân tộc Dư Lâm Tiêm.